# Boks na Letnich Igrzyskach Olimpijskich 1928 – waga półciężka mężczyzn

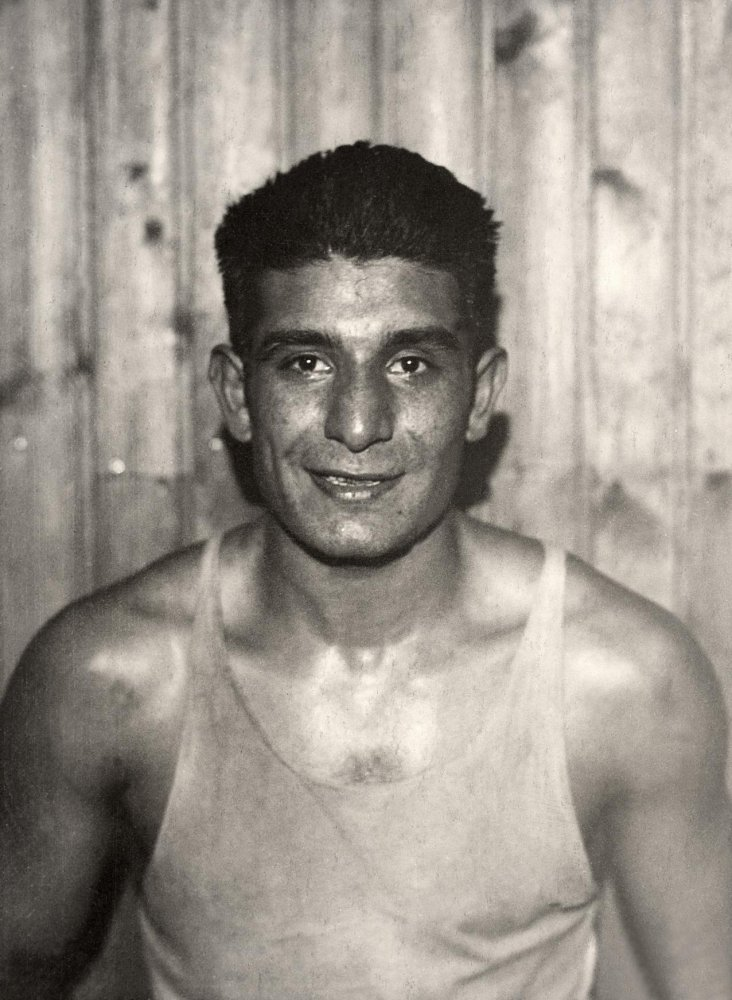
Argentyński złoty medalista olimpijski Víctor Avendaño fot.1928 r.

Turniej bokserski w Wadze ciężkiej (do 79,4 kg) w ramach Igrzysk Olimpijskich 1928 został rozegrany w dniach 8 - 11 sierpnia 1928 r.
Wystartowało 16 zawodników z 16 krajów.
|  | 1/8 finału          | 1/8 finału          | 1/8 finału |  |  | Ćwierćfinały     | Ćwierćfinały     | Ćwierćfinały    |   |                  | Półfinały        | Półfinały       | Półfinały |              |              | Finał        | Finał | Finał |
|  |                     |                     |            |  |  |                  |                  |                 |   |                  |                  |                 |           |              |              |              |       |       |
|  | Don McCorkindale    | Don McCorkindale    | W          |  |  |                  |                  |                 |   |                  |                  |                 |           |              |              |              |       |       |
|  | Domenico Ceccarelli | Domenico Ceccarelli |            |  |  | Don McCorkindale | Don McCorkindale | W               |   |                  |                  |                 |           |              |              |              |       |       |
|  | Juozas Vinča        | Juozas Vinča        | W          |  |  | Juozas Vinča     | Juozas Vinča     | L               |   |                  |                  |                 |           |              |              |              |       |       |
|  | Robert Foquet       | Robert Foquet       | L          |  |  |                  |                  |                 |   | Don McCorkindale | Don McCorkindale | L               |           |              |              |              |       |       |
|  | Víctor Avendaño     | Víctor Avendaño     | W          |  |  |                  | Víctor Avendaño  | Víctor Avendaño | W |                  |                  |                 |           |              |              |              |       |       |
|  | Sergio Ojeda        | Sergio Ojeda        | L          |  |  | Víctor Avendaño  | Víctor Avendaño  | W               |   |                  |                  |                 |           |              |              |              |       |       |
|  | Donald Carrick      | Donald Carrick      | W          |  |  | Donald Carrick   | Donald Carrick   | L               |   |                  |                  |                 |           |              |              |              |       |       |
|  | Jean Welter         | Jean Welter         | L          |  |  |                  |                  |                 |   |                  | Víctor Avendaño  | Víctor Avendaño | W         |              |              |              |       |       |
|  | Ernst Pistulla      | Ernst Pistulla      | W          |  |  |                  | Ernst Pistulla   | Ernst Pistulla  | L |                  |                  |                 |           |              |              |              |       |       |
|  | Leon Lucas          | Leon Lucas          |            |  |  | Ernst Pistulla   | Ernst Pistulla   | W               |   |                  |                  |                 |           |              |              |              |       |       |
|  | William Murphy      | William Murphy      | "W'        |  |  | William Murphy   | William Murphy   | L               |   |                  |                  |                 |           |              |              |              |       |       |
|  | José Montllor       | José Montllor       | L          |  |  |                  |                  |                 |   | Ernst Pistulla   | Ernst Pistulla   | W               |           | o 3. miejsce | o 3. miejsce | o 3. miejsce |       |       |
|  | Karel Miljon        | Karel Miljon        | W          |  |  |                  | Karel Miljon     | Karel Miljon    | L |                  |                  |                 |           |              |              |              |       |       |
|  | Emil Johansson      | Emil Johansson      | L          |  |  | Karel Miljon     | Karel Miljon     | W               |   |                  |                  |                 |           |              | Karel Miljon | Karel Miljon | W     |       |
|  | Alfred Jackson      | Alfred Jackson      | W          |  |  | Alfred Jackson   | Alfred Jackson   | L               |   | Don McCorkindale | Don McCorkindale | L               |           |              |              |              |       |       |
|  | Alf Cleverley       | Alf Cleverley       | L          |  |  |                  |                  |                 |   |                  |                  |                 |           |              |              |              |       |       |